# Certhilauda
Certhilauda är ett fågelsläkte i familjen lärkor inom ordningen tättingar som förekommer i södra Afrika. Nedanstående lista med fyra arter följer AviList:
- Kortklolärka (C. chuana)
- Namaqualärka (C. subcoronata)
- Sotholärka (C. semitorquata)
- Kaplärka (C. curvirostris)